# Javier Hernández

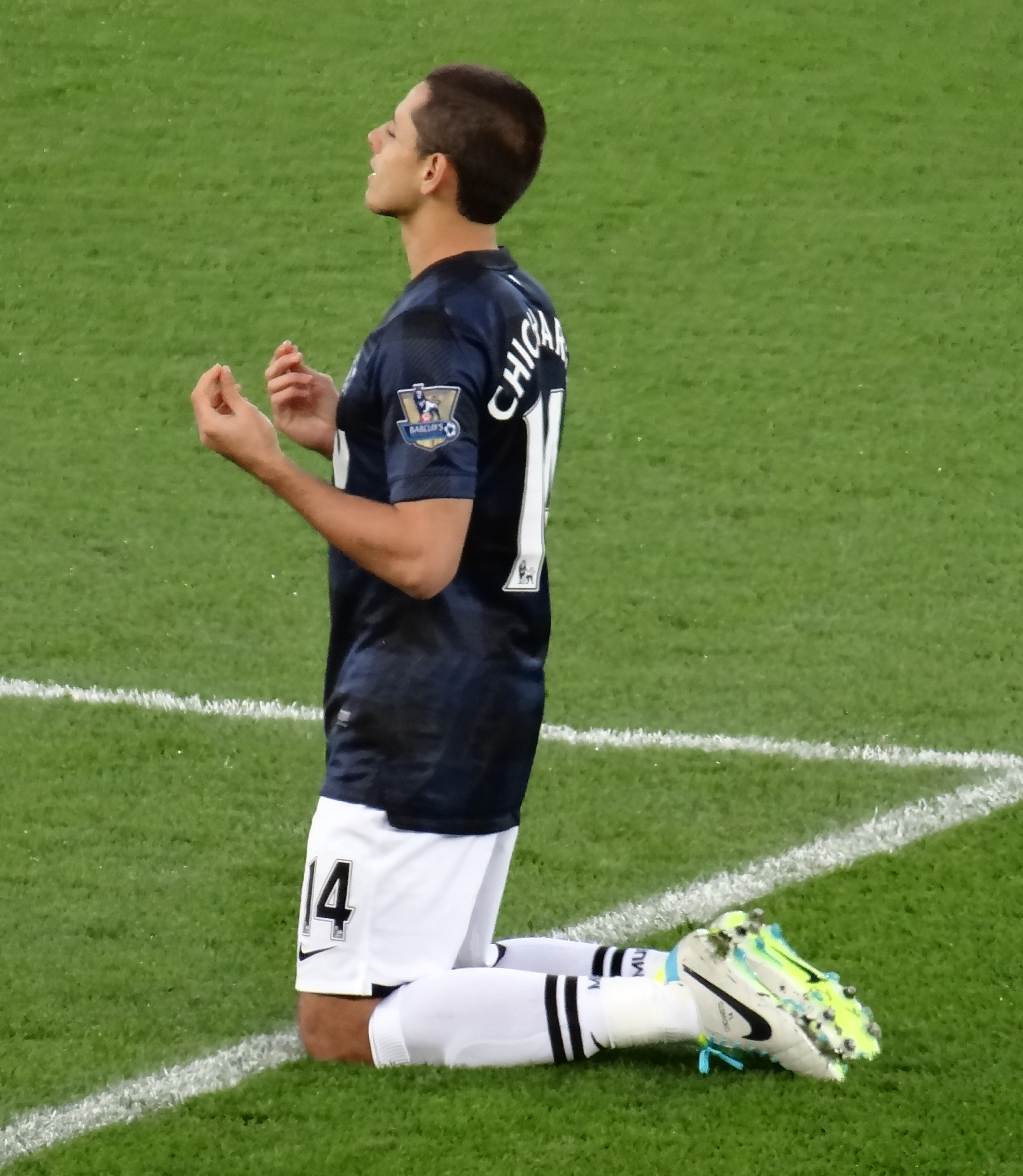
Chicharito bidt als gebruikelijk voorafgaand aan een wedstrijd in november 2013. Hij is een vroom katholiek en knielt elke week op het veld om een gebed op te zeggen.

Javier Hernández Balcázar (Guadalajara, 1 juni 1988) is een Mexicaans voetballer die doorgaans als centrumaanvaller speelt. Hij verruilde Sevilla in januari 2020 voor LA Galaxy. Hernández maakte in september 2009 zijn debuut in het Mexicaans voetbalelftal , waarvoor hij meer dan honderd interlands speelde.
Hernández luistert naar de bijnaam El Chicharito ("het erwtje"), die hij kreeg omdat zijn vader El Chícharo ("de erwt") werd genoemd vanwege zijn groene ogen. Hernández gebruikt zijn bijnaam als spelersnaam op zijn shirt bij clubwedstrijden.

## Clubcarrière

### CD Guadalajara
Hernández begon op zevenjarige leeftijd met voetballen; twee jaar later werd hij opgenomen in de jeugd van een van de grotere clubs van Mexico, CD Guadalajara. Op vijftienjarige leeftijd tekende Hernández zijn eerste professionele contract. Zijn vader – eveneens Javier Hernández geheten – was zelf ook actief in het betaald voetbal en was aanvaller in het Mexicaans nationaal elftal; over zijn zoon zei hij dat hij nooit gedacht had hem in het professioneel voetbal te zien en nooit had verwacht zijn zoon in de hoogste Mexicaanse competitie te zien. Hernández maakte zijn debuut in het eerste elftal van Guadalajara in de tweede seizoenshelft van 2006 in de eerste divisie tegen Necaxa. Bij een 3–0 voorsprong verving hij Omar Bravo, met wie hij later ook in het Mexicaans elftal speelde. Dit debuut maakte hij in de 82ste minuut; vijf minuten later volgde zijn eerste doelpunt in het betaald voetbal, toen Hernández het vierde doelpunt maakte. In het seizoen 2006/07 kwam hij uiteindelijk tot acht optredens in de Primera División. Het volgende seizoen was Hernández was minder actief bij CD Guadalajara; wel speelde hij bij Chivas Coras, een dochteronderneming. In twaalf wedstrijden maakte Hernández drie doelpunten en speelde hij samen met onder anderen Marco Fabián en Alfredo Talavera, die hij later ook op interlandniveau zou tegenkomen. Bij Guadalajara speelde Hernández zijn eerste grote internationale clubwedstrijd op 19 februari 2008, in de Copa Libertadores tegen Club San José (2–0 winst). Ook in de groepsduels tegen Santos FC uit Brazilië (1–0 verlies) en het Colombiaanse Cúcuta Deportivo (1–0 verlies) speelde Hernández mee. In de Apertura van 2009 eindigde Hernández op een gedeelde derde plaats in de topscorerslijst (elf doelpunten), samen met Aldo de Nigris en Humberto Suazo (beide namens CF Monterrey).
De seizoenen 2008/09 en 2009/10 waren de meest succesvolle van Chicharito in Mexico: in beide jaargangen speelde hij meer dan twintig competitiewedstrijden. In de Copa Libertadores 2009 maakte hij drie doelpunten in de groepsfase tegen Everton de Viña del Mar. In zijn laatste seizoen bij Guadalajara was Hernández 21 maal trefzeker in 28 competitieduels en gaf hij negenmaal een assist. Meermaals was hij beslissend in een wedstrijd in de Liga MX. Zo benutte hij tegen Monarcas Morelia (3–1 verlies) een strafschop, was hij zelf het lijdend voorwerp bij de daaraan voorafgegane overtreding en werd hij amper tien minuten later met twee gele kaarten van het veld gestuurd; op 28 maart 2010 was hij tegen Santos Laguna (6–2 winst) de maker van één doelpunt en gaf hij vier assists.

### Manchester United
Manchester United FC kreeg Hernández in oktober 2009 voor het eerst in de gaten. De club stuurde een scout naar Mexico in december en liet hem een rapport opstellen op basis van enkele wedstrijden. Dat rapport was positief, maar de clubleiding van United wilde nog wachten met een officiële benadering van de Mexicaan – zijn jonge leeftijd speelde bij deze afweging een grote rol. De bondscoach van Mexico riep Hernández echter op voor het nationaal elftal, waardoor United haast moest maken. Immers, wanneer Hernández opgenomen zou worden in de selectie voor het wereldkampioenschap voetbal 2010, zou de interesse in hem ook van andere clubs kunnen gaan komen. De hoofdscout werd dus naar Guadalajara gestuurd en zag daar Chicharito in alle wedstrijden scoren. Manchester United besloot hem toen een contract aan te bieden, dat inging in juli 2010. De trainer van de Engelse club, Alex Ferguson, vreesde dat een Spaanse topclub de transfer zou dwarsbomen en besloot alles rondom de transfer sub rosa te houden; Hernández' zaakwaarnemer, vriendin en familieleden wisten in het begin niets van een transfer naar Engeland. Op 8 april tekende Hernández een contract bij United, op voorwaarde dat hij een werkvergunning zou krijgen. Een vriendschappelijke wedstrijd tussen CD Guadalajara en Manchester United ter gelegenheid van de opening van het nieuwe stadion van de Mexicaanse club was onderdeel van de deal. Javier Hernández was de eerste Mexicaan met een contract bij Manchester United.
Zijn officiële debuut volgde op 28 juli in de Major League Soccer All-Star Game tegen een vertegenwoordigend elftal van de Amerikaanse voetbalcompetitie. Hij verving Nani in de 63ste minuut en vormde samen met Danny Welbeck de aanvallende linie. Amper twintig minuten later maakte Hernández zijn eerste doelpunt voor United door op aangeven van Darren Fletcher doelman Nick Rimando met een boogbal te passeren. Manchester United won met 2–5. Chicharito speelde twee dagen later voor Manchester United in een wedstrijd ter gelegenheid van de opening van het nieuwe stadion in Guadalajara: in de eerste helft speelde hij namens zijn oude werkgever (één doelpunt), in de tweede helft kwam hij uit voor zijn nieuwe club. Hij maakte zijn competitieve debuut in de wedstrijd om het FA Community Shield op 8 augustus tegen Chelsea FC (1–3 winst) en was in dit duel trefzeker. Edwin van der Sar, op dat moment doelman van United, noemde Chicharito na afloop een "grote belofte", was onder de indruk van zijn prestaties in het voorseizoen en benadrukte het belang van het doelpunt tegen Chelsea, omdat nu de Manchester United-supporters zijn waarde konden zien. Zijn komst was immers een verrassing Chicarito voor de Engelse voetbalsupporters een onbekende geweest, van wie de kwaliteiten nog onbekend waren. Hernández maakte op 16 augustus zijn debuut in de Premier League tegen Newcastle United, de eerste wedstrijd van het competitieseizoen. Na een uur verving hij Wayne Rooney en kwam zo naast de Bulgaar Dimitar Berbatov te spelen. De wedstrijd eindigde in een 3–0-overwinning voor United op Old Trafford. Op 14 september speelde Hernández zijn eerste wedstrijd in de UEFA Champions League, in de groepsfase tegen Glasgow Rangers (0–0). Twee weken later was hij de enige doelpuntenmaker in de uitwedstrijd bij het Spaanse Valencia CF. In de achtste speelronde maakte Hernández tegen West Bromwich Albion zijn eerste competitiedoelpunt (eindstand 2–2); een week later maakte hij de twee doelpunten van United in een wedstrijd uit bij Stoke City (1–2). In zijn eerste seizoen in de Premier League maakte hij uiteindelijk dertien doelpunten in 27 wedstrijden. Daarmee was hij tweede op de clubtopscorerslijst na Berbatov (twintig doelpunten). Met United speelde Hernández op 28 mei 2011 de finale van de Champions League, die met 3–1 werd verloren. Hij speelde de volledige finale, met Rooney achter zich als schaduwspits. In alle competities tezamen maakte Chicharito twintig doelpunten; hij was de eerste speler sinds Ruud van Nistelrooij in de jaargang 2001/02 die in zijn debuutseizoen zoveel keer trefzeker was.
Hernández keerde na de gewonnen CONCACAF Gold Cup 2011 in de zomer van 2011 terug bij Manchester United op een trainingskamp in de Verenigde Staten. Op 26 juli liep hij op een training een lichte hersenschudding op, waardoor hij in het voorseizoen niet in actie kwam en ook de wedstrijd om de Community Shield en het eerste competitieduel van de jaargang 2011/12 moest missen. Hoewel United-trainer Ferguson het bij een hersenschudding hield, meldde de clubarts van CD Guadalajara dat Hernández eerder te maken had gehad met neurologische problemen en ook in Mexico had gekampt met veelvuldige migraineaanvallen. Op 22 augustus maakte hij zijn rentree in een thuiswedstrijd in de Premier League tegen Tottenham Hotspur (3–0 winst). Een week later bezorgde Hernández met zijn club Arsenal FC de grootste nederlaag in zijn clubhistorie door met 8–2 te winnen. Hij was bij geen van de doelpunten direct betrokken. In oktober tekende Chicharito een nieuw contract voor vijf jaar bij United en verbond zichzelf daarmee tot 2016 aan de club, in een periode dat hij in sportmedia in verband werd gebracht met een transfer naar Real Madrid.
Hoewel Chicharito in het seizoen 2012/13 minder aan spelen toekwam in de Premier League – vorig seizoen 1478 speelminuten in 28 competitieduels, nu 944 speelminuten in 22 competitieduels – was hij ook nu tienmaal trefzeker, met onder meer een doelpunt (en een assist) in een wedstrijd tegen West Bromwich Albion, met 5–5 als eindstand. Geposteerd als schaduwspits speelde hij deze laatste wedstrijd van het seizoen, het tweede seizoen dat Hernández met United landskampioen werd. In de Champions League kwam hij wel vaker in actie en maakte hij drie doelpunten in zes wedstrijden. Hernández maakte in de jaargang 2013/14 negen doelpunten in alle competities. Voornamelijk in een reserverol werd hij met United onder David Moyes, opvolger van Ferguson zevende op de ranglijst. Tegenvallende prestaties en het bijgevolg missen van een plaats in het Europees voetbal leidden tot het ontslag van Moyes. Zijn opvolger, Louis van Gaal, werd in mei 2014 bekendgemaakt. Hernández speelde zijn eerste wedstrijd onder Van Gaal op 16 augustus, in de eerste speelronde van de Engelse competitie tegen Swansea City (1–2 verlies). In een nieuw 3-5-2-systeem werd hij opgesteld naast Rooney, die op aangeven van Phil Jones United nog op 1–1 had gebracht. Zijn laatste duel voor Manchester United speelde Hernández op 26 augustus in het Engelse bekertoernooi tegen Milton Keynes Dons FC (4–0 verlies). Hij speelde de volledige wedstrijd, die door een nederlaag directe uitschakeling en de eerste gemiste kans op een prijs voor Van Gaal betekende.

### Real Madrid
Javier Hernández tekende op 1 september 2014 een contract bij het Spaanse Real Madrid, dat in het seizoen 2013/14 zowel de UEFA Champions League als de Copa del Rey won. Bij Manchester United was hij niet meer direct nodig, aangezien Van Gaal een overeenkomst had gesloten met AS Monaco over de komst van Radamel Falcao als nieuwe spits. Het contract was op huurbasis, met een inbegrepen optie tot koop aan het einde van het seizoen 2014/15. Hij kreeg ook in Madrid het rugnummer 14, dat vrijgekomen was na het vertrek van Xabi Alonso; bij zijn nieuwe club zou Hernández vooral een rol als pinch-hitter en reserve voor Karim Benzema gaan vervullen. Zijn debuut in de Primera División maakte hij op 13 september in een Madrileense derby tegen Atlético. In deze met 1–2 verloren wedstrijd verving hij na ruim een uur Benzema. Twee minuten na zijn invalbeurt kreeg hij een gele kaart voor een overtreding. Een week later maakte Chicharito als invaller voor Gareth Bale twee doelpunten in de met 2–8 gewonnen uitwedstrijd tegen Deportivo de La Coruña. Hernández kreeg aan het einde van het seizoen meer speelminuten. Op 22 april 2015 mocht hij vanwege blessures van Bale en Benzema in de basis beginnen in de kwartfinale van de Champions League tegen Atlético Madrid. De heenwedstrijd, waarvoor hij niet in de selectie was opgenomen, was geëindigd in 0–0. In dit tweede duel maakte Hernández in de 88ste minuut op aangeven van Cristiano Ronaldo het enige doelpunt, dat Real Madrid een plaats in de halve finale bezorgde. Hij sprak na afloop van het belangrijkste doelpunt van zijn carrière; trainer Carlo Ancelotti noemde zijn optreden fantastisch en het doelpunt een verdiende beloning voor Hernández. Vier dagen later mocht hij in een competitiewedstrijd tegen Celta de Vigo wederom in de basis beginnen. Hij maakte twee van de vier Madrileense doelpunten (eindstand 2–4), waardoor Real Madrid in de strijd om het landskampioenschap bleef.

### Bayer Leverkusen
Hernández verliet Manchester in augustus 2015 definitief en tekende een contract tot medio 2018 bij Bayer 04 Leverkusen, de nummer vier van de Bundesliga in het voorgaande seizoen. Dat betaalde circa 11 miljoen euro voor hem aan Manchester United. Hernández maakte op 12 september 2015 zijn debuut voor Leverkusen in een competitiewedstrijd tegen SV Darmstadt 98 (0–1 verlies), als invaller voor Hakan Çalhanoğlu. Met Leverkusen speelde Hernández op 16 september – de Mexicaanse Onafhankelijkheidsdag – de eerste groepswedstrijd van de UEFA Champions League 2015/16 tegen BATE Borisov uit Wit-Rusland. Op aangeven van Kevin Kampl maakte hij in de 58ste minuut de 3–1 en zijn eerste doelpunt in dienst van Leverkusen. Een kwartier later bepaalde Çalhanoğlu met een benutte strafschop de eindstand op 4–1.

### West Ham United

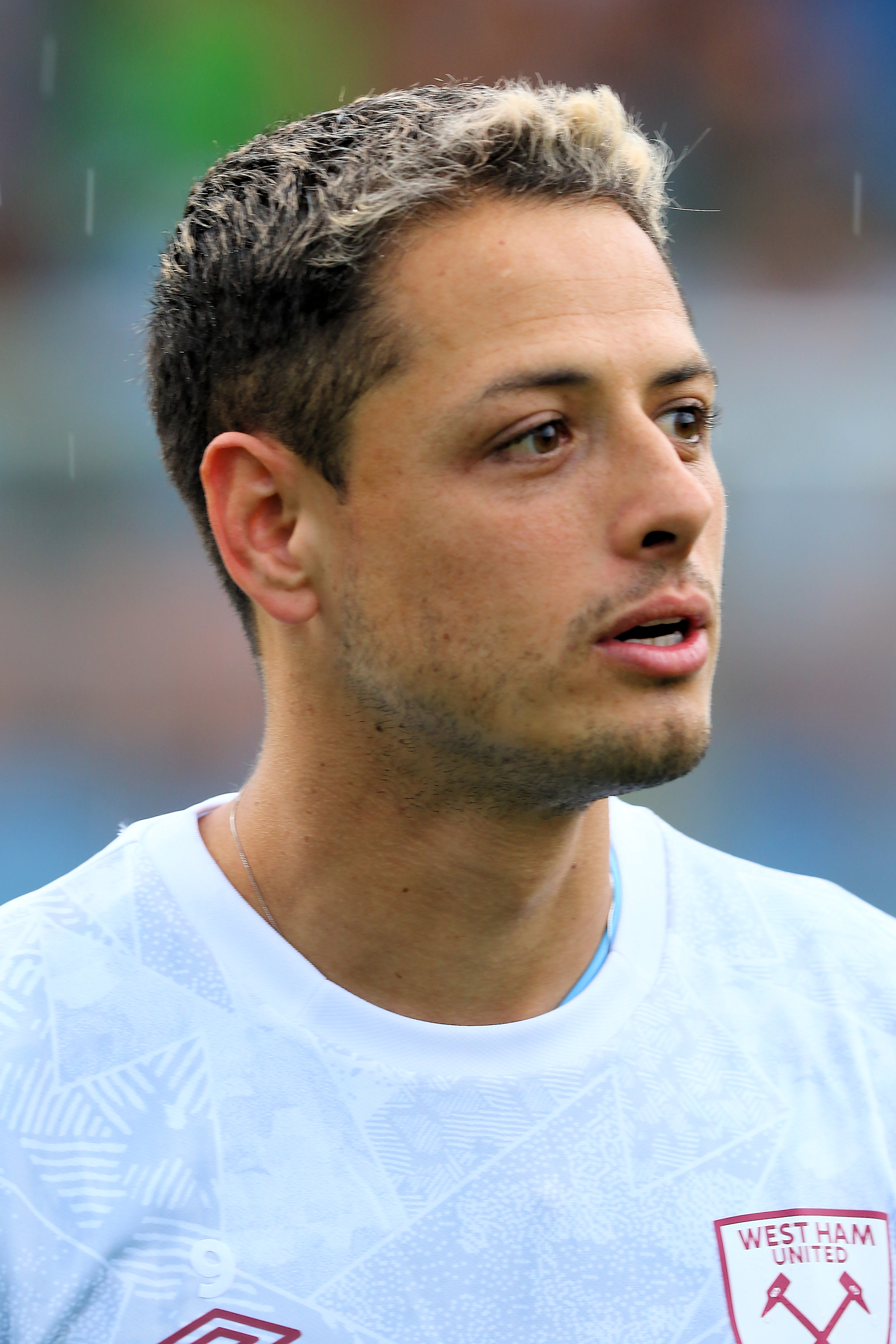
Javier Hernández (2019)

Hernández tekende in juli 2017 een contract tot medio 2020 bij West Ham United, de nummer elf van de Premier League in het voorgaande seizoen. Dat betaalde circa €17.900.000,- voor hem aan Bayer Leverkusen.

## Clubstatistieken
| Seizoen     | Club                | Competitie          | Competitie | Competitie | Competitie | Beker | Beker | Beker | Internationaal | Internationaal | Internationaal | Totaal | Totaal | Totaal |
| Seizoen     | Club                | Competitie          | Wed.       | Dlp.       | Ass.       | Wed.  | Dlp.  | Ass.  | Wed.           | Dlp.           | Ass.           | Wed.   | Dlp.   | Ass.   |
| ----------- | ------------------- | ------------------- | ---------- | ---------- | ---------- | ----- | ----- | ----- | -------------- | -------------- | -------------- | ------ | ------ | ------ |
| 2005/06     | Guadalajara         | Primera División    | 11         | 0          | 0          | 0     | 0     | 0     | —              | —              | —              | 11     | 0      | 0      |
| 2006/07     | Guadalajara         | Primera División    | 20         | 4          | 0          | 0     | 0     | 0     | 1              | 0              | 0              | 21     | 4      | 0      |
| 2007/08     | Guadalajara         | Primera División    | 21         | 6          | 0          | 0     | 0     | 0     | 5              | 0              | 0              | 26     | 6      | 0      |
| 2008/09     | Guadalajara         | Primera División    | 29         | 6          | 2          | 3     | 0     | 0     | 6              | 3              | 0              | 38     | 9      | 2      |
| 2009/10     | Guadalajara         | Primera División    | 28         | 21         | 7          | 0     | 0     | 0     | —              | —              | —              | 28     | 21     | 7      |
| Club totaal | Club totaal         | Club totaal         | 109        | 37         | 9          | 3     | 0     | 0     | 12             | 3              | 0              | 124    | 40     | 9      |
| 2010/11     | Manchester United   | Premier League      | 27         | 13         | 2          | 9     | 3     | 2     | 9              | 4              | 1              | 45     | 20     | 5      |
| 2011/12     | Manchester United   | Premier League      | 28         | 10         | 2          | 1     | 0     | 0     | 7              | 2              | 1              | 36     | 12     | 3      |
| 2012/13     | Manchester United   | Premier League      | 22         | 10         | 5          | 8     | 5     | 3     | 6              | 3              | 0              | 36     | 18     | 8      |
| 2013/14     | Manchester United   | Premier League      | 24         | 4          | 3          | 6     | 5     | 1     | 5              | 0              | 0              | 35     | 9      | 4      |
| 2014/15     | Manchester United   | Premier League      | 1          | 0          | 0          | 1     | 0     | 0     | —              | —              | —              | 2      | 0      | 0      |
| Club totaal | Club totaal         | Club totaal         | 102        | 37         | 12         | 25    | 13    | 6     | 27             | 9              | 2              | 154    | 59     | 20     |
| 2014/15     | → Real Madrid       | Primera División    | 23         | 7          | 7          | 2     | 1     | 2     | 8              | 1              | 0              | 33     | 9      | 9      |
| Club totaal | Club totaal         | Club totaal         | 23         | 7          | 7          | 2     | 1     | 2     | 8              | 1              | 0              | 33     | 9      | 9      |
| 2015/16     | Manchester United   | Premier League      | 1          | 0          | 0          | 0     | 0     | 0     | 2              | 0              | 0              | 3      | 0      | 0      |
| Club totaal | Club totaal         | Club totaal         | 103        | 37         | 12         | 25    | 13    | 6     | 29             | 9              | 2              | 157    | 59     | 20     |
| 2015/16     | Bayer 04 Leverkusen | Bundesliga          | 28         | 17         | 3          | 3     | 4     | 1     | 9              | 5              | 1              | 40     | 26     | 5      |
| 2016/17     | Bayer 04 Leverkusen | Bundesliga          | 26         | 11         | 3          | 2     | 1     | 1     | 8              | 1              | 0              | 36     | 13     | 4      |
| Club totaal | Club totaal         | Club totaal         | 54         | 28         | 6          | 5     | 5     | 2     | 17             | 6              | 1              | 76     | 39     | 9      |
| 2017/18     | West Ham United     | Premier League      | 28         | 8          | 1          | 5     | 0     | 0     | —              | —              | —              | 33     | 8      | 1      |
| 2018/19     | West Ham United     | Premier League      | 25         | 7          | 3          | 3     | 1     | 0     | —              | —              | —              | 28     | 8      | 3      |
| 2019/20     | West Ham United     | Premier League      | 2          | 1          | 0          | 0     | 0     | 0     | —              | —              | —              | 2      | 1      | 0      |
| Club totaal | Club totaal         | Club totaal         | 55         | 16         | 4          | 8     | 1     | 0     | 0              | 0              | 0              | 63     | 17     | 4      |
| 2019/20     | Sevilla FC          | Primera División    | 9          | 1          | 0          | 2     | 0     | 0     | 4              | 2              | 0              | 15     | 3      | 0      |
| Club totaal | Club totaal         | Club totaal         | 9          | 1          | 0          | 2     | 0     | 0     | 4              | 2              | 0              | 15     | 3      | 0      |
| 2020        | LA Galaxy           | Major League Soccer | 12         | 2          | 0          | 0     | 0     | 0     | —              | —              | —              | 12     | 2      | 0      |
| 2021        | LA Galaxy           | Major League Soccer | 21         | 17         | 3          | 0     | 0     | 0     | —              | —              | —              | 21     | 17     | 3      |
| 2022        | LA Galaxy           | Major League Soccer | 34         | 18         | 3          | 3     | 1     | 0     | 1              | 0              | 0              | 38     | 19     | 3      |
| Club totaal | Club totaal         | Club totaal         | 67         | 37         | 6          | 3     | 1     | 0     | 1              | 0              | 0              | 71     | 38     | 6      |
| TOTAAL      | TOTAAL              | TOTAAL              | 420        | 163        | 44         | 48    | 21    | 10    | 71             | 21             | 3              | 539    | 205    | 57     |

## Interlandcarrière
Hernández maakte op 30 september 2009 zijn debuut in het Mexicaans voetbalelftal , in een oefeninterland tegen Colombia. Na 56 minuten speeltijd verving hij Juan Carlos Cacho. In de laatste minuut van de reguliere speeltijd maakte Paul Aguilar op aangeven van Hernández een doelpunt; Colombia won desondanks met 1–2. In februari 2010 werd hij opnieuw opgenomen in de nationale selectie voor een serie oefenwedstrijden in aanloop naar het wereldkampioenschap voetbal 2010. Bolivia werd met 5–0 verslagen. In de 20ste minuut stond het reeds 4–0 en had Chicharito twee doelpunten en een assist achter zijn naam staan. Ook in vriendschappelijke duels in maart tegen Nieuw-Zeeland (2–0 winst) en Noord-Korea (2–1 winst) was hij trefzeker. Hernández speelde eveneens mee in oefeninterlands in mei 2010, die bondscoach Aguirre gebruikte om zijn definitieve selectie te bepalen voor het hoofdtoernooi in Zuid-Afrika. Op 26 mei maakte Chicharito tegen het Nederlands voetbalelftal zijn vijfde interlanddoelpunt. Desondanks verloor Mexico van de latere finalist. Vier dagen later werd Gambia wel verslagen (5–1), met Hernández als maker van twee doelpunten.

### Deelname aan interlandtoernooien
Een dag na de wedstrijd tegen Gambia nam bondscoach Javier Aguirre Hernández op in zijn 23-koppige selectie voor het wereldkampioenschap voetbal 2010. Na een invalbeurt in de eerste wedstrijd tegen Zuid-Afrika trad hij in de volgende wedstrijd, op donderdag 17 juni, in de voetsporen van zijn grootvader. Tegen Frankrijk kwam hij opnieuw als invaller in het veld en maakte hij in de 64ste minuut de openingstreffer in de met 2–0 gewonnen wedstrijd. Zijn grootvader, Tomás Balcázar, had op het wereldkampioenschap in 1954 eveneens gescoord tegen het Frans voetbalelftal. Hernández' doelpunt was tegelijkertijd het vijftigste van Mexico op een wereldkampioenschap voetbal. In de achtste finale tegen Argentinië was Hernández bij een 3–0 achterstand opnieuw trefzeker, maar het doelpunt kon uitschakeling niet voorkomen. Uit een analyse van de wereldvoetbalbond FIFA van de groepsfase van het toernooi bleek dat Hernández hierin de snelste voetballer was, met een gemeten topsnelheid van ruim 32 kilometer per uur. In de eerste wedstrijd na het wereldkampioenschap, een oefeninterland tegen toenmalig wereldkampioen Spanje, zette Chicharito zijn land na twaalf minuten op voorsprong. In de eerste minuut van de blessuretijd maakte de Spanjaard David Silva de gelijkmaker. In de daaropvolgende vriendschappelijke wedstrijden in aanloop naar de CONCACAF Gold Cup 2011 was Chicharito viermaal trefzeker. Op 5 juni 2011 speelde hij zijn eerste wedstrijd op een continentaal interlandtoernooi, tegen het Salvadoraans voetbalelftal (5–0 winst). In de tweede helft maakte hij drie doelpunten achter elkaar – zijn eerste zuivere hattrick in het professionele voetbal. Onder de doelpunten was een door Enrico Wijngaarde toegekende strafschop in de vijfde minuut van de blessuretijd. Van Cuba werd vier dagen later ook met 5–0 gewonnen; Hernández was tweemaal trefzeker. Ook in de gewonnen kwart- en halve finale maakte hij doelpunten. In de met 2–4 gewonnen finale op 25 juni 2011 tegen de Verenigde Staten wist Hernández geen doelpunt te maken. Wel speelde hij de volledige wedstrijd. Hernández eindigde als topscorer van het toernooi en werd daarnaast uitgeroepen tot beste speler.
Met Mexico nam Hernández in 2013 deel aan de FIFA Confederations Cup 2013, waar hij driemaal trefzeker was in de drie groepswedstrijden. In het laatste duel tegen Japan maakte hij beide doelpunten (1–2 winst). In mei 2014 nam Miguel Herrera Hernández op in de selectie voor het wereldkampioenschap voetbal 2014 in Brazilië. Mexico trof in de groepsfase Kameroen, Kroatië en gastland Brazilië. Hernández gaf aan als doelstelling van het Mexicaans elftal het bereiken van de finale te zien. Dat lukte niet. Met een gelijk puntenaantal als groepswinnaar Brazilië bereikte Mexico de achtste finale; Hernández kwam in de drie groepswedstrijden in actie en maakte een van de drie doelpunten in de interland tegen Kroatië (1–3 winst). Op het toernooi vervulde hij een reserverol achter Oribe Peralta en Giovani dos Santos. Herrera zag geen aanleiding tot wisselen van dat duo en wilde zoveel mogelijk vasthouden aan een vast elftal; voor Hernández had hij een rol als pinch-hitter weggelegd. Mexico verloor de achtste finale van Nederland met 2–1.
Op 12 november 2014 ontmoette Chicharito het Nederlands elftal voor de derde keer in zijn interlandcarrière. Nu won Mexico met 2–3; hijzelf maakte het derde doelpunt in de 69ste minuut op aangeven van Andrés Guardado. In mei 2015 riep bondscoach Herrera hem op voor deelname aan de CONCACAF Gold Cup 2015. Hernández brak vervolgens in een voorbereidende oefeninterland op 1 juli tegen Honduras (0–0) na een botsing met Brayan Beckeles zijn sleutelbeen, waardoor hij moest afhaken.
| Interlands van Javier Hernández voor Mexico | Interlands van Javier Hernández voor Mexico | Interlands van Javier Hernández voor Mexico | Interlands van Javier Hernández voor Mexico | Interlands van Javier Hernández voor Mexico | Interlands van Javier Hernández voor Mexico | Interlands van Javier Hernández voor Mexico |
| №                                           | Datum                                       | Wedstrijd                                   | Uitslag                                     | Soort wedstrijd                             | Doelpunten                                  |                                             |
| Als speler bij CD Guadalajara               | Als speler bij CD Guadalajara               | Als speler bij CD Guadalajara               | Als speler bij CD Guadalajara               | Als speler bij CD Guadalajara               | Als speler bij CD Guadalajara               | Als speler bij CD Guadalajara               |
| ------------------------------------------- | ------------------------------------------- | ------------------------------------------- | ------------------------------------------- | ------------------------------------------- | ------------------------------------------- | ------------------------------------------- |
| 1.                                          | 30 september 2009                           | Mexico – Colombia                           | 1 – 2                                       | Vriendschappelijk                           |                                             |                                             |
| 2.                                          | 24 februari 2010                            | Mexico – Bolivia                            | 5 – 0                                       | Vriendschappelijk                           | 12', 20'                                    |                                             |
| 3.                                          | 3 maart 2010                                | Mexico – Nieuw-Zeeland                      | 2 – 0                                       | Vriendschappelijk                           | 53'                                         |                                             |
| 4.                                          | 17 maart 2010                               | Mexico – Noord-Korea                        | 2 – 1                                       | Vriendschappelijk                           | 68'                                         |                                             |
| 5.                                          | 7 mei 2010                                  | Mexico – Ecuador                            | 0 – 0                                       | Vriendschappelijk                           |                                             |                                             |
| 6.                                          | 10 mei 2010                                 | Mexico – Senegal                            | 1 – 0                                       | Vriendschappelijk                           |                                             |                                             |
| 7.                                          | 13 mei 2010                                 | Mexico – Angola                             | 1 – 0                                       | Vriendschappelijk                           |                                             |                                             |
| 8.                                          | 16 mei 2010                                 | Mexico – Chili                              | 1 – 0                                       | Vriendschappelijk                           |                                             |                                             |
| 9.                                          | 24 mei 2010                                 | Engeland – Mexico                           | 3 – 1                                       | Vriendschappelijk                           |                                             |                                             |
| 10.                                         | 26 mei 2010                                 | Nederland – Mexico                          | 2 – 1                                       | Vriendschappelijk                           | 74'                                         |                                             |
| 11.                                         | 30 mei 2010                                 | Mexico – Gambia                             | 5 – 1                                       | Vriendschappelijk                           | 17', 50'                                    |                                             |
| 12.                                         | 3 juni 2010                                 | Italië – Mexico                             | 1 – 2                                       | Vriendschappelijk                           |                                             |                                             |
| 13.                                         | 11 juni 2010                                | Zuid-Afrika – Mexico                        | 1 – 1                                       | WK 2010                                     |                                             |                                             |
| 14.                                         | 17 juni 2010                                | Frankrijk – Mexico                          | 0 – 2                                       | WK 2010                                     | 64'                                         |                                             |
| 15.                                         | 22 juni 2010                                | Mexico – Uruguay                            | 0 – 1                                       | WK 2010                                     |                                             |                                             |
| 16.                                         | 27 juni 2010                                | Argentinië – Mexico                         | 3 – 1                                       | WK 2010                                     | 71'                                         |                                             |
| Als speler bij Manchester United            |                                             |                                             |                                             |                                             |                                             |                                             |
| 17.                                         | 11 augustus 2010                            | Mexico – Spanje                             | 1 – 1                                       | Vriendschappelijk                           | 12'                                         |                                             |
| 18.                                         | 4 september 2010                            | Mexico – Ecuador                            | 1 – 2                                       | Vriendschappelijk                           |                                             |                                             |
| 19.                                         | 7 september 2010                            | Mexico – Colombia                           | 1 – 0                                       | Vriendschappelijk                           |                                             |                                             |
| 20.                                         | 12 oktober 2010                             | Mexico – Venezuela                          | 2 – 2                                       | Vriendschappelijk                           | 34'                                         |                                             |
| 21.                                         | 9 februari 2011                             | Mexico – Bosnië en Herzegovina              | 2 – 0                                       | Vriendschappelijk                           | 48'                                         |                                             |
| 22.                                         | 26 maart 2011                               | Mexico – Paraguay                           | 3 – 1                                       | Vriendschappelijk                           | 7', 34'                                     |                                             |
| 23.                                         | 29 maart 2011                               | Mexico – Venezuela                          | 1 – 1                                       | Vriendschappelijk                           |                                             |                                             |
| 24.                                         | 5 juni 2011                                 | Mexico – El Salvador                        | 5 – 0                                       | CONCACAF Gold Cup                           | 59', 67', 90+3' (pen.)                      |                                             |
| 25.                                         | 9 juni 2011                                 | Cuba – Mexico                               | 0 – 5                                       | CONCACAF Gold Cup                           | 36', 76'                                    |                                             |
| 26.                                         | 12 juni 2011                                | Mexico – Costa Rica                         | 4 – 1                                       | CONCACAF Gold Cup                           |                                             |                                             |
| 27.                                         | 18 juni 2011                                | Mexico – Guatemala                          | 2 – 1                                       | CONCACAF Gold Cup                           | 66'                                         |                                             |
| 28.                                         | 22 juni 2011                                | Honduras – Mexico                           | 0 – 2                                       | CONCACAF Gold Cup                           | 99'                                         |                                             |
| 29.                                         | 25 juni 2011                                | Verenigde Staten – Mexico                   | 2 – 4                                       | CONCACAF Gold Cup                           |                                             |                                             |
| 30.                                         | 2 september 2011                            | Polen – Mexico                              | 1 – 1                                       | Vriendschappelijk                           | 34'                                         |                                             |
| 31.                                         | 4 september 2011                            | Mexico – Chili                              | 1 – 0                                       | Vriendschappelijk                           |                                             |                                             |
| 32.                                         | 11 oktober 2011                             | Mexico – Brazilië                           | 1 – 2                                       | Vriendschappelijk                           |                                             |                                             |
| 33.                                         | 11 november 2011                            | Mexico – Servië                             | 2 – 0                                       | Vriendschappelijk                           | 88' (pen.)                                  |                                             |
| 34.                                         | 29 februari 2012                            | Mexico – Colombia                           | 0 – 2                                       | Vriendschappelijk                           |                                             |                                             |
| 35.                                         | 31 mei 2012                                 | Mexico – Bosnië en Herzegovina              | 2 – 1                                       | Vriendschappelijk                           | 90+3'                                       |                                             |
| 36.                                         | 3 juni 2012                                 | Brazilië – Mexico                           | 0 – 2                                       | Vriendschappelijk                           | 32' (pen.)                                  |                                             |
| 37.                                         | 8 juni 2012                                 | Mexico – Guyana                             | 3 – 1                                       | Kwalificatie WK 2014                        |                                             |                                             |
| 38.                                         | 12 juni 2012                                | El Salvador – Mexico                        | 1 – 2                                       | Kwalificatie WK 2014                        |                                             |                                             |
| 39.                                         | 15 augustus 2012                            | Mexico – Verenigde Staten                   | 0 – 1                                       | Vriendschappelijk                           |                                             |                                             |
| 40.                                         | 7 september 2012                            | Costa Rica – Mexico                         | 0 – 2                                       | Kwalificatie WK 2014                        |                                             |                                             |
| 41.                                         | 11 september 2012                           | Mexico – Costa Rica                         | 1 – 0                                       | Kwalificatie WK 2014                        | 61'                                         |                                             |
| 42.                                         | 12 oktober 2012                             | Guyana – Mexico                             | 0 – 5                                       | Kwalificatie WK 2014                        | 84'                                         |                                             |
| 43.                                         | 16 oktober 2012                             | Mexico – El Salvador                        | 2 – 0                                       | Kwalificatie WK 2014                        | 85'                                         |                                             |
| 44.                                         | 6 februari 2013                             | Mexico – Jamaica                            | 0 – 0                                       | Kwalificatie WK 2014                        |                                             |                                             |
| 45.                                         | 22 maart 2013                               | Honduras – Mexico                           | 2 – 2                                       | Kwalificatie WK 2014                        | 28', 54'                                    |                                             |
| 46.                                         | 26 maart 2013                               | Mexico – Verenigde Staten                   | 0 – 0                                       | Kwalificatie WK 2014                        |                                             |                                             |
| 47.                                         | 31 mei 2013                                 | Mexico – Nigeria                            | 2 – 2                                       | Vriendschappelijk                           | 21', 70'                                    |                                             |
| 48.                                         | 4 juni 2013                                 | Jamaica – Mexico                            | 0 – 1                                       | Kwalificatie WK 2014                        |                                             |                                             |
| 49.                                         | 7 juni 2013                                 | Panama – Mexico                             | 0 – 0                                       | Kwalificatie WK 2014                        |                                             |                                             |
| 50.                                         | 11 juni 2013                                | Mexico – Costa Rica                         | 0 – 0                                       | Kwalificatie WK 2014                        |                                             |                                             |
| 51.                                         | 16 juni 2013                                | Mexico – Italië                             | 1 – 2                                       | Confederations Cup                          | 34'                                         |                                             |
| 52.                                         | 19 juni 2013                                | Brazilië – Mexico                           | 2 – 0                                       | Confederations Cup                          |                                             |                                             |
| 53.                                         | 22 juni 2013                                | Japan – Mexico                              | 1 – 2                                       | Confederations Cup                          | 54', 66'                                    |                                             |
| 54.                                         | 6 september 2013                            | Mexico – Honduras                           | 1 – 2                                       | Kwalificatie WK 2014                        |                                             |                                             |
| 55.                                         | 10 september 2013                           | Verenigde Staten – Mexico                   | 2 – 0                                       | Kwalificatie WK 2014                        |                                             |                                             |
| 56.                                         | 11 oktober 2013                             | Mexico – Panama                             | 2 – 1                                       | Kwalificatie WK 2014                        |                                             |                                             |
| 57.                                         | 15 oktober 2013                             | Costa Rica – Mexico                         | 2 – 1                                       | Kwalificatie WK 2014                        |                                             |                                             |
| 58.                                         | 5 maart 2014                                | Mexico – Nigeria                            | 0 – 0                                       | Vriendschappelijk                           |                                             |                                             |
| 59.                                         | 28 mei 2014                                 | Mexico – Israël                             | 3 – 0                                       | Vriendschappelijk                           |                                             |                                             |
| 60.                                         | 31 mei 2014                                 | Mexico – Ecuador                            | 3 – 1                                       | Vriendschappelijk                           |                                             |                                             |
| 61.                                         | 3 juni 2014                                 | Mexico – Bosnië en Herzegovina              | 0 – 1                                       | Vriendschappelijk                           |                                             |                                             |
| 62.                                         | 6 juni 2014                                 | Mexico – Portugal                           | 0 – 1                                       | Vriendschappelijk                           |                                             |                                             |
| 63.                                         | 13 juni 2014                                | Mexico – Kameroen                           | 1 – 0                                       | WK 2014                                     |                                             |                                             |
| 64.                                         | 17 juni 2014                                | Brazilië – Mexico                           | 0 – 0                                       | WK 2014                                     |                                             |                                             |
| 65.                                         | 23 juni 2014                                | Kroatië – Mexico                            | 1 – 3                                       | WK 2014                                     | 82'                                         |                                             |
| 66.                                         | 29 juni 2014                                | Nederland – Mexico                          | 2 – 1                                       | WK 2014                                     |                                             |                                             |
| Als speler bij Real Madrid                  |                                             |                                             |                                             |                                             |                                             |                                             |
| 67.                                         | 9 oktober 2014                              | Mexico – Honduras                           | 2 – 0                                       | Vriendschappelijk                           | 22'                                         |                                             |
| 68.                                         | 12 oktober 2014                             | Mexico – Panama                             | 1 – 0                                       | Vriendschappelijk                           |                                             |                                             |
| 69.                                         | 12 november 2014                            | Nederland – Mexico                          | 2 – 3                                       | Vriendschappelijk                           | 69'                                         |                                             |
| 70.                                         | 18 november 2014                            | Wit-Rusland – Mexico                        | 3 – 2                                       | Vriendschappelijk                           |                                             |                                             |
| 71.                                         | 28 maart 2015                               | Mexico – Ecuador                            | 1 – 0                                       | Vriendschappelijk                           | 14'                                         |                                             |
| 72.                                         | 31 maart 2015                               | Mexico – Paraguay                           | 1 – 0                                       | Vriendschappelijk                           |                                             |                                             |
| 73.                                         | 27 juni 2015                                | Mexico – Costa Rica                         | 2 – 2                                       | Vriendschappelijk                           | 55'                                         |                                             |
| 74.                                         | 1 juli 2015                                 | Mexico – Honduras                           | 0 – 0                                       | Vriendschappelijk                           |                                             |                                             |
| Als speler bij Bayer 04 Leverkusen          |                                             |                                             |                                             |                                             |                                             |                                             |
| 75.                                         | 8 september 2015                            | Mexico – Argentinië                         | 2 – 2                                       | Vriendschappelijk                           | 19' (pen.)                                  |                                             |
| 76.                                         | 10 oktober 2015                             | Mexico – Verenigde Staten                   | 3 – 2                                       | CONCACAF Cup                                | 10'                                         |                                             |
| 77.                                         | 13 november 2015                            | Mexico – El Salvador                        | 3 – 0                                       | Kwalificatie WK 2018                        |                                             |                                             |
| 78.                                         | 17 november 2015                            | Honduras – Mexico                           | 0 – 2                                       | Kwalificatie WK 2018                        |                                             |                                             |
| 79.                                         | 25 maart 2016                               | Canada – Mexico                             | 0 – 3                                       | Kwalificatie WK 2018                        | 31'                                         |                                             |
| 80.                                         | 29 maart 2016                               | Mexico – Canada                             | 2 – 0                                       | Kwalificatie WK 2018                        |                                             |                                             |

## Erelijst
| Competitie                          |             |                  |             |             |
| Competitie                          | Aantal      | Jaren            |             |             |
| Guadalajara                         | Guadalajara | Guadalajara      | Guadalajara | Guadalajara |
| ----------------------------------- | ----------- | ---------------- | ----------- | ----------- |
| Primera División (winnaar Apertura) | 1x          | 2006             |             |             |
| Manchester United                   |             |                  |             |             |
| Premier League                      | 2x          | 2010/11, 2012/13 |             |             |
| FA Community Shield                 | 2x          | 2010, 2013       |             |             |
| Real Madrid                         |             |                  |             |             |
| FIFA Club World Cup                 | 1x          | 2014             |             |             |
| Sevilla                             |             |                  |             |             |
| UEFA Europa League                  | 1x          | 2019/20          |             |             |
| Mexico                              |             |                  |             |             |
| CONCACAF Gold Cup                   | 1x          | 2011             |             |             |
| CONCACAF Cup                        | 1x          | 2015             |             |             |